# Le Feu et la Fureur : Trump à la Maison-Blanche
Le Feu et la Fureur : Trump à la Maison-Blanche (Fire and Fury: Inside the Trump White House) est un livre de Michael Wolff qui décrit en détail le quotidien du président américain Donald Trump, ainsi que celui de son équipe de campagne en 2016 et de ses collaborateurs à la Maison-Blanche. L'ouvrage brosse un portrait peu flatteur de Trump, décrit comme un homme au comportement chaotique, et de ses relations avec son équipe. Il fait notamment une large place à l'ancien conseiller stratégique Steve Bannon, qui livre entre autres des commentaires désobligeants sur  la famille Trump. Donald Trump apparaît dans ce livre comme un chef d'État tenu en piètre estime par son entourage à la Maison-Blanche, ce qui conduit Wolff à postuler que « 100 % des gens autour de lui » pensent que le président des États-Unis n'est pas capable de remplir sa fonction.
Le livre est publié le 5 janvier 2018 par Henry Holt & Company. Son titre fait référence à un propos de Trump sur son conflit avec la Corée du Nord. L'ouvrage est devenu un best-seller, tant pour sa version imprimée que comme livre numérique sur Amazon.com et Apple iBooks Store après la publication d'extraits le 3 janvier. Le 4 janvier, l'avocat de Trump envoie une demande de cessation et d'abstention à l'auteur et à l'éditeur, pour tenter d'en empêcher la publication. Il parait néanmoins comme prévu le lendemain. 
L'ouvrage fait l'objet d'un accueil très contrasté, la validité de son contenu étant totalement niée par Donald Trump et Sarah Huckabee Sanders, la porte-parole de la Maison-Blanche. Des critiques mettent en doute les sources d'une partie du livre, mais estiment néanmoins qu'il constitue un travail majeur sur la présidence de Trump, et que le tableau qu'il en dresse est globalement exact.

## Contexte
Selon Wolff, quand il s'est adressé à Donald Trump concernant l'écriture d'un livre sur sa présidence, Trump a accepté de lui donner accès à la Maison-Blanche parce qu'il appréciait un article que Wolff lui avait consacré en juin 2016 dans le Hollywood Reporter. Trump a cependant affirmé plus tard qu'il n'avait jamais autorisé l'accès à Wolff et n'a jamais discuté avec lui de l'éventualité d'un livre. À partir de mi-2016, Wolff a interviewé l'équipe de campagne et le personnel de Trump. Après l'investiture il continue ses investigations durant la première année de la présidence de Trump : il est autorisé à accéder à l'aile Ouest de la Maison Blanche, en faisant des recherches pour son livre par le biais d'entretiens et comme observateur discret. Il dit avoir mené plus de 200 entretiens avec Trump et son équipe, dont les responsables de celle-ci, et avoir été autorisé à assister à des événements à la Maison Blanche, sans que sa présence ne soit supervisée. Cette autorisation lui a permis d'être présent le jour de la destitution de James Comey. Wolff y aurait enregistré certaines conversations mentionnées dans le livre.

## Contenu

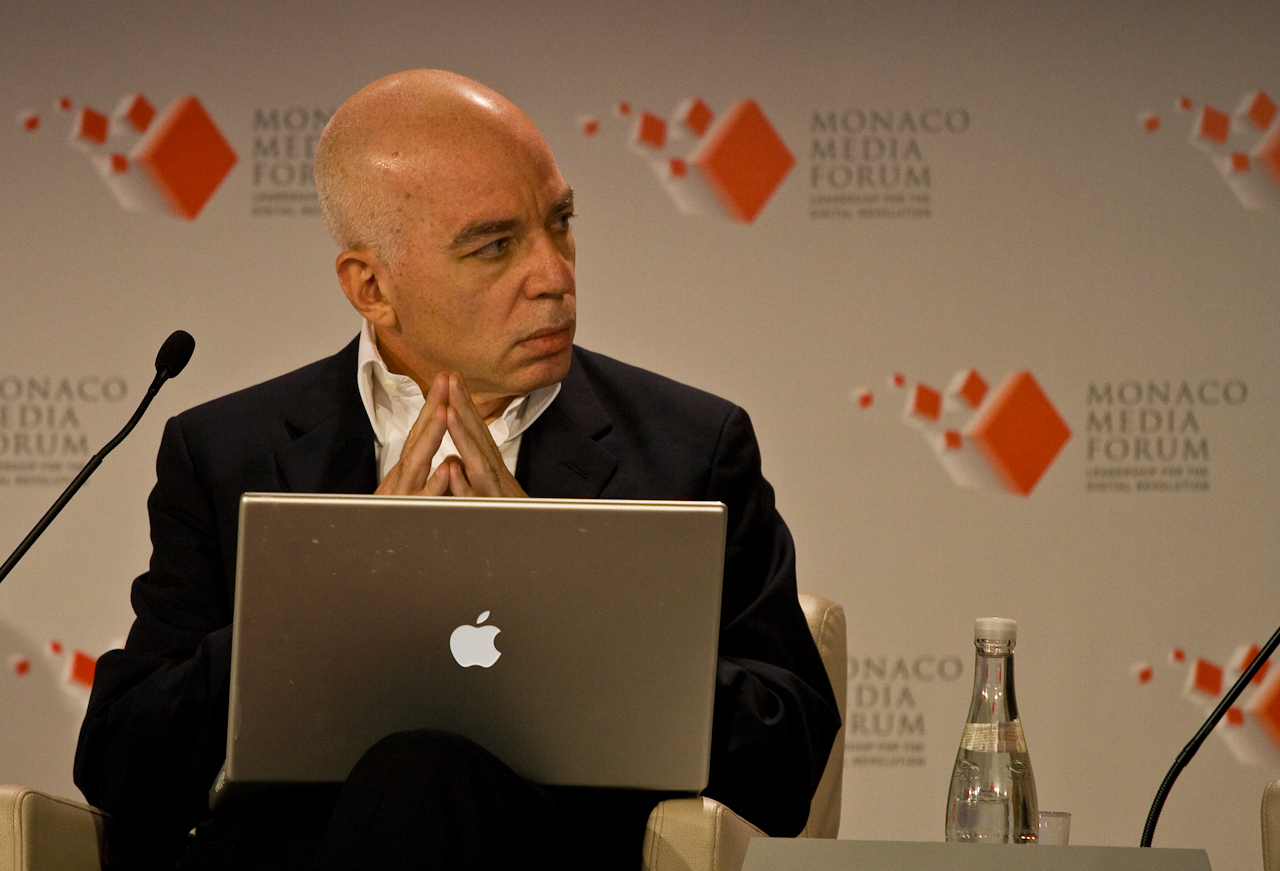
L'auteur du livre Michael Wolff (photo) dit avoir mené plus de 200 entretiens avec le personnel de la Maison Blanche, y compris Donald Trump lors de l'écriture du livre.

Dans le prologue, Wolff fait cette remarque :
« Many of the accounts of what has happened in the Trump White House are in conflict with one another; many, in Trumpian fashion, are baldly untrue. These conflicts, and that looseness with the truth, if not with reality itself, are an elemental thread of the book. Sometimes I have let the players offer their versions, in turn allowing the reader to judge them. In other instances I have, through a consistency in the accounts and through sources I have come to trust, settled on a version of events I believe to be true,. »
« Bon nombre de récits de ce qui s'est passé à la Maison-Blanche sous Trump se contredisent ; beaucoup, à l'image de ceux de Trump, sont tout bonnement faux. Ces conflits, et ce flou avec la vérité, sinon avec la réalité elle-même, sont un fil conducteur élémentaire du livre. Parfois, j'ai laissé les acteurs offrir leurs versions, à tour de rôle, permettant au lecteur de les juger. Dans d'autres cas, grâce à la cohérence des récits et aux sources auxquelles j'ai fait confiance, je suis parvenu à une version des faits que je crois vraie. »
Wolff a choisi le titre après avoir entendu Trump se référer au « feu et à la fureur » lors des discussions sur le conflit avec la Corée du Nord. Selon le livre, personne parmi l'équipe de campagne présidentielle ne pensait remporter l'élection présidentielle de 2016, dont Donald Trump, qui apparemment ne voulait pas gagner, et son épouse. Donald Trump Jr dit que son père « a regardé comme s'il avait vu un fantôme » quand il a réalisé qu'il avait gagné, et que Melania Trump était « en larmes – et pas de joie ».
La plupart des citations le plus controversées du livre proviennent de Steve Bannon, directeur de la campagne de Trump dans ses derniers mois et chef stratège de la Maison Blanche de janvier à août 2017. Bannon décrit la réunion au cours de la campagne présidentielle entre Donald Trump Jr, Jared Kushner, et des responsables russes, comme étant « traîtresse » et « antipatriotique », décrivant Ivanka Trump « muette comme une brique » et faisant référence au Special Counsel investigation, dirigé par Robert Mueller, qui a déclaré: « ils vont faire craquer Don Junior comme un œuf à la télévision nationale ». Bannon a également déclaré que l'enquête de Mueller aurait probablement permis de découvrir un blanchiment d'argent impliquant des prêts reçus par Kushner par son entreprise familiale via la Deutsche Bank. Wolff met notamment l'accent sur l'inculture profonde de Trump. Par exemple, Sam Nunberg, une conseillère de campagne, aurait tenté d'expliquer la constitution des États-Unis à Trump, mais n'a pas pu poursuivre au-delà du quatrième amendement. Wolff affirme également que Kushner et Ivanka Trump se sont mis d'accord pour qu'Ivanka se présente lors d'une future campagne présidentielle.
Le livre cite bon nombre de témoignages décrivant Trump comme un homme dépourvu d'intelligence comme de curiosité intellectuelle.

## Publication
Le livre était à l'origine prévu à la vente le 9 janvier 2018, mais l'éditeur, Henry Holt & Company, a déplacé la date de sortie au 5 janvier, en raison de « demandes sans précédent »,,. Un extrait du livre a été publié par le magazine New York du 3 janvier 2018. Le même jour, d'autres médias ont cité des extraits du livre. Le Guardian le décrit comme « explosif » et souligne que ses journalistes ont lu la totalité du livre. Dans la journée, les précommandes du livre le placent en best-seller numéro 1 sur Amazon.com

### Réactions de la Maison-Blanche

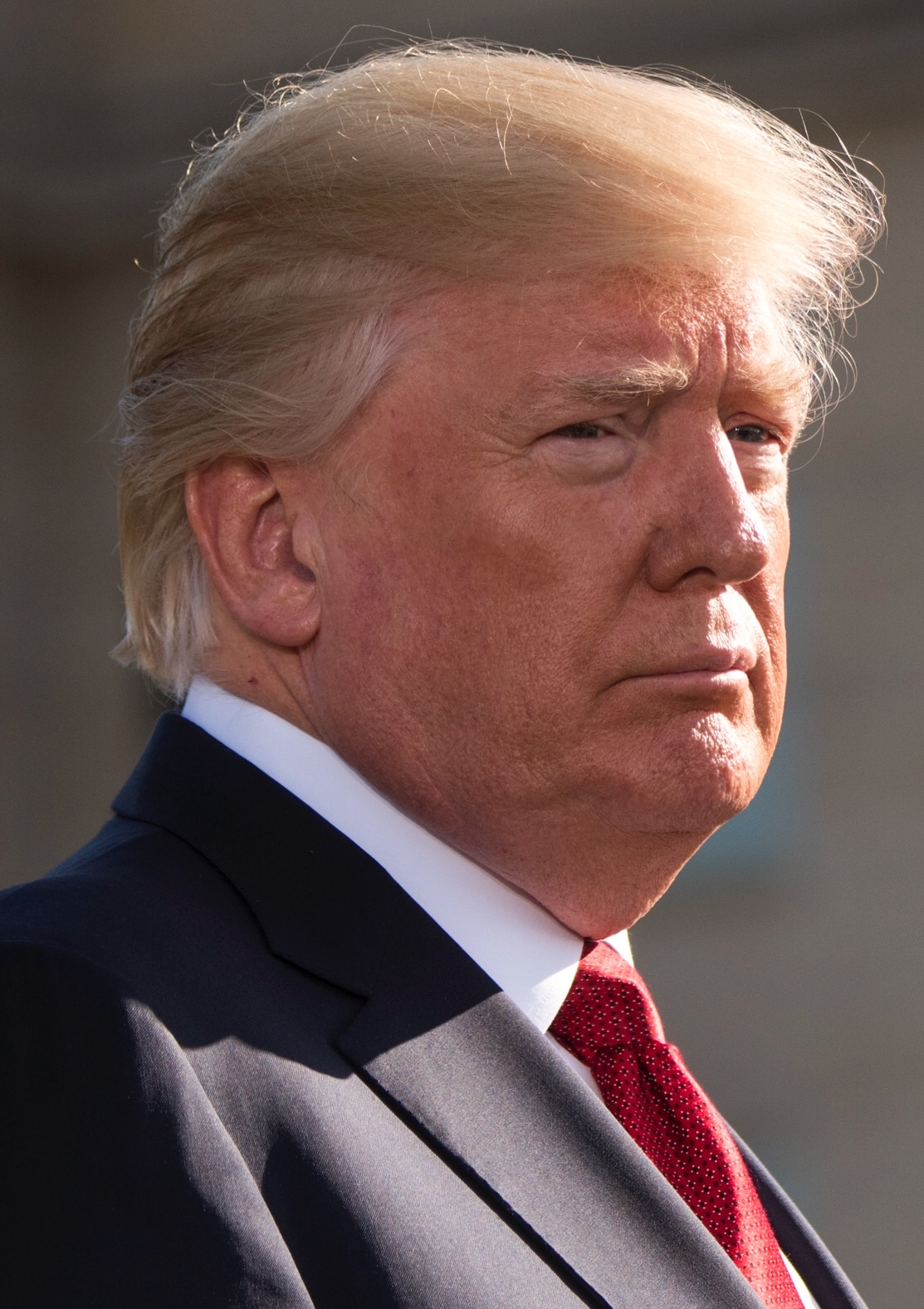
Donald Trump a contesté plusieurs des informations contenues dans le livre, qu'il a qualifié d' « œuvre complètement inventée »,,

Lors de sa conférence de presse quotidienne du 3 janvier, Sarah Huckabee Sanders, la porte-parole de la Maison-Blanche, a déclaré que ce livre était « rempli de déclarations fausses et trompeuses ». La Maison-Blanche a publié une déclaration disant que Bannon avait « perdu l’esprit », et Charles Harder, l'avocat de Trump, a envoyé une demande cessation et d'abstention à Bannon, alléguant qu'il a violé un accord de non-divulgation,. Le 4 janvier, Harder a cherché à empêcher la sortie du livre, par l'envoi d'une ordonnance par courrier à l'auteur et à l'éditeur, sous la menace d'un procès pour diffamation. Son avocat a également dit que le livre « semble ne pas citer les sources de la plupart de ses déclarations préjudiciables au sujet de M. Trump »
« I authorized Zero access to White House (actually turned him down many times) for author of phony book! I never spoke to him for book. Full of lies, misrepresentations and sources that don't exist. Look at this guy's past and watch what happens to him and Sloppy Steve! »
 (« Je n'ai autorisé aucun accès à la Maison-Blanche (je le lui ai en fait refusé plusieurs fois) à l’auteur du livre bidon ! Je ne lui ai jamais parlé pour le livre. Plein de mensonges, de déformations de la vérité et des sources qui n’existent pas. Regardez le passé de ce type et regardez ce qui va arriver, à lui et à Steve le débraillé ! »)
En réponse, Wolff a déclaré dans une interview, plus tard dans la journée, que « l'une des choses sur lesquelles nous devons compter, c'est que Donald Trump va attaquer... Ma crédibilité est remise en question par un homme qui a peut-être moins de crédibilité que quiconque a jamais marché sur la Terre à ce jour ». Selon Wolff, Trump a lui-même encouragé Wolff à écrire un compte-rendu « sur le vif » de ses cent premiers jours ». Wolff a également déclaré qu'il existe « des dizaines d’heures » d'entretiens enregistrés qui soutiennent les déclarations présentées dans le livre.
Le 6 janvier, Trump a continué à attaquer le livre, le qualifiant de « travail de fiction totale » et de « honte », et traitant Wolff d'« imposteur » (fraud). Le même jour, dans un geste interprété comme une réponse aux questions soulevées par l'ouvrage à propos de ses compétences en tant que président, Trump a tweeté que ses « deux biens les plus précieux sont la stabilité mentale et une très grande intelligence ». Citant ses succès dans les affaires, à la télévision et dans la politique, il a conclu qu'il était en fait « un génie très stable »,,

### Autres réactions critiques
Un biographe de Trump, Michael D'Antonio, déclare à CNN que le portrait de Trump brossé par Wolff est globalement conforme à sa propre compréhension, comme à celle d'autres biographes de celui-ci, notamment en ce qu'il attire l'attention sur des aspects qui ont fait polémique, tels sa misogynie et son suprémacisme blanc allégués, ainsi que son opinion sur la « surestimation de l'expertise ». Il ajoute que les descriptions par Wolff de l'entourage de Trump forment aussi « un tableau crédible ». Bien qu'il critique la « prose [de] tabloïd » de Wolff et recommande au lecteur de lire le livre avec un certain scepticisme, D'Antonio conclut qu'il s'agit d'une « lecture essentielle » qui fournit un cadre sur lequel les futurs écrivains pourront s'appuyer.
David Brooks, s'exprimant sur la chaîne PBS NewsHour, déclare que, parce que dans le passé Wolff s'est fait connaitre pour ne pas vérifier les faits, il est « très dubitatif sur l'acceptation de tout ce qui est » dans le livre. « Néanmoins, de manière générale, cela confirme ce que nous savions déjà. Et je pense qu'il y a un sens général, le président est inapte. Ils le traitent — ils le font traiter comme un enfant ».
Les journalistes d'Axios, Jim VandeHei et Mike Allen, estiment qu'il y a des parties de l'ouvrage qui ont été « mal [enregistrées], bâclées, ou qui trahissent la confidentialité de l'enregistrement, mais [que] deux choses sont tout à fait vraies »  : la description de Trump comme un « président émotionnellement erratique » et celle de la « mauvaise opinion » qu'ont de lui certains membres de la Maison-Blanche. 
Andrew Prokop écrit dans Vox que « nous devons interpréter le livre comme un recueil de ragots que Wolff a entendu. Une bonne quantité de ceux-ci ne semblent manifestement pas précis ». 
Aaron Blake écrit pour The Washington Post que « Wolff semble être arrivé à une quantité superbe et incroyable de conclusions que des centaines de journalistes tenaces de grands quotidiens n'ont pas trouvées... il faut évaluer chaque déclaration individuellement et non pas seulement prendre chaque chose scandaleuse dite au sujet de la Maison-Blanche comme vérité d'évangile ».
Mick Brown dans The Daily Telegraph décrit un livre à sensation, à la fois emphatique et tout à fait fidèle à son sujet. 
Pour David Sexton, de l'Evening Standard, le livre est un reportage politique qui vaut la peine d'être lu et qui est « destiné à devenir le principal compte-rendu des neuf premiers mois de présidence de Trump ». 
Lloyd Green, dans The Guardian parle d'un livre « à lire absolument », qui dévoile tout sur la Maison-Blanche de Trump en donnant la parole à ceux qui connaissent le mieux le président des États-Unis.
Dans The Independent, Andrew Griffin écrit que « pour un livre qui a pour but de raconter l'histoire de l'homme le plus important dans la construction du monde, le nouveau travail explosif de Michael Wolff consiste à se battre, pas à penser ; c'est un livre qui a en son centre un vide géant - celui qui est à l'intérieur de la tête de Trump. Ce n'est pas vraiment un livre sur Trump, mais sur les gens qui essaient de combler ce trou noir ». Il note également que le livre est surtout concentré sur Bannon. 
Dans l'Irish Independent, Darragh McManus note que Fire and Fury « semble être le livre révélateur d'autres livres parlant du “Commandant Suprême” », avant d'énumérer « une douzaine de déclarations parmi les plus explosives ».

### Succès de librairie critiquant laprésidence de Donald Trump
- Fear,  du journaliste américain Bob Woodward, 2018.
- A Warning, d'un conseiller haut placé anonyme, 2019.
- The Room Where It Happened, du conseiller à la défense John Bolton, 2020.